# 2024–2025-ös magyar női vízilabdakupa
A 2024–2025-ös magyar női vízilabdakupa (hivatalosan BENU Női Magyar Kupa) a magyar vízilabda-bajnokság után a második legrangosabb hazai versenysorozat. A Magyar Vízilabda-szövetség írta ki és 10 csapat részvételével bonyolította le. A mérkőzéssorozat győztese a LEN-Európa-kupában indulhat.

## Lebonyolítás
A 2024–2025-ös OB I csapatai számára kötelező volt az indulás.
A kupa három szakaszból állt.
Kvalifikációs szakasz
A 2023–2024-es OB I első négy helyezettje ebben a körben kiemelt volt. A többi indulót háromcsapatos csoportokba sorsolták. Egy csoportot egy hétvégén, egy helyszínen rendeztek meg. Döntetlen nem volt. A csoportok első két helyezettje a negyeddöntőbe jutott. Időpont: 2023. szeptember 20−22.
Negyeddöntő
A csapatokat kiemelés nélkül sorsolták ki. A továbbjutást két mérkőzésen döntötték el. Az összecsapásokon volt döntetlen eredmény. Ha az összesített gólkülönbség alapján nem dőlt el a továbbjutás, akkor a második mérkőzés után büntetődobások következtek. Időpont: 2023. október 18−20.
Final 4
A csapatokat kiemelés nélkül sorsolták ki. A továbbjutást egy mérkőzésen döntötték el. A 3. helyért rendeztek mérkőzést. Időpont: 2023. december 6–7., helyszín: Laky Károly uszoda

## Eredmények

### Kvalifikáció
szeptember 20–22.
A csoport (Budapest, III. kerületi TVE uszoda)
| Hely. | Csapat            | M | Gy | HGy | HV | V | G+ | G– | Gk  | P | Továbbjutás vagy kiesés      |  | SZEN  | III.  | TB   |
| ----- | ----------------- | - | -- | --- | -- | - | -- | -- | --- | - | ---------------------------- |  | ----- | ----- | ---- |
| 1.    | Szentesi VK       | 2 | 1  | 1   | 0  | 0 | 28 | 25 | +3  | 5 | Továbbjutott a negyeddöntőbe |  | —     | 18–17 | 10–8 |
| 2.    | III. kerületi TVE | 2 | 1  | 0   | 1  | 0 | 35 | 25 | +10 | 4 | Továbbjutott a negyeddöntőbe |  | 17–18 | —     | 18–7 |
| 3.    | Tatabánya         | 2 | 0  | 0   | 0  | 2 | 15 | 28 | −13 | 0 |                              |  | 8–10  | 7–18  | —    |

B csoport (Szeged, Tiszavirág Sportuszoda)
| Hely. | Csapat     | M | Gy | HGy | HV | V | G+ | G– | Gk  | P | Továbbjutás vagy kiesés      |  | BVSC  | SZEG  | KSI  |
| ----- | ---------- | - | -- | --- | -- | - | -- | -- | --- | - | ---------------------------- |  | ----- | ----- | ---- |
| 1.    | BVSC-Zugló | 2 | 2  | 0   | 0  | 0 | 36 | 19 | +17 | 6 | Továbbjutott a negyeddöntőbe |  | —     | 17–10 | 19–9 |
| 2.    | Szegedi VE | 2 | 1  | 0   | 0  | 1 | 29 | 21 | +8  | 3 | Továbbjutott a negyeddöntőbe |  | 10–17 | —     | 19–4 |
| 3.    | KSI        | 2 | 0  | 0   | 0  | 2 | 13 | 38 | −25 | 0 |                              |  | 9–19  | 4–19  | —    |

### Negyeddöntők
október 18-20.
| 1. csapat         | Össz. | 2. csapat             | 1. mérk. | 2. mérk. |
| ----------------- | ----- | --------------------- | -------- | -------- |
| III. kerületi TVE | 15–47 | Ferencvárosi TC       | 7–28     | 8–19     |
| Egri VK           | 15–18 | BVSC-Zugló            | 6–7      | 9–11     |
| Szentesi VK       | 16–28 | Dunaújvárosi Főiskola | 9–13     | 7–15     |
| UVSE              | 47–9  | Szegedi VE            | 26–3     | 21–6     |

### Elődöntők
december 6., Laky Károly uszoda
| 1. csapat  | Eredmény | 2. csapat             |
| ---------- | -------- | --------------------- |
| UVSE       | 11–10    | Dunaújvárosi Főiskola |
| BVSC-Zugló | 7–13     | Ferencvárosi TC       |

### A 3. helyért
december 7., Laky Károly uszoda
| 1. csapat             | Eredmény | 2. csapat |
| --------------------- | -------- | --------- |
| Dunaújvárosi Főiskola | 12–10    | BVSC      |

### Döntő
| 2024. december 7. 19:30 | UVSE                 | 11–9        | Ferencvárosi TC | Laky Károly uszoda Nézőszám: 650 Játékvezetők: Debreceni Nóra Kovács Cs. Tamás |
| 2024. december 7. 19:30 | (3–3, 4–2, 3–2, 1–2) |             |                 | Laky Károly uszoda Nézőszám: 650 Játékvezetők: Debreceni Nóra Kovács Cs. Tamás |
| 2024. december 7. 19:30 | Faragó K. 4          | Jegyzőkönyv | Fekete 2        | Laky Károly uszoda Nézőszám: 650 Játékvezetők: Debreceni Nóra Kovács Cs. Tamás |

A kupagyőztes csapat tagjai: Alaksza Kinga, Aubéli Tekla, Baksa Vanda Laura, Dinnyés Janka, Faragó Kamilla, Golopencza Nóra, Golopencza Szonja, Hajdú Kata, Hetzl Adrienn, Kárpáti Eszter, Klemm Petra, Lendvay Zoé Panna, Magyari Alda, Mácsai Eszter Panna, Peresztegi Nagy Kinga, Szegedi Panni, Tiba Panna, Varró Eszter, vezetőedző: Benczur Márton